# Žensko košarkarsko društvo Ježica
La Žensko košarkarsko društvo Ježica è una società di pallacanestro femminile di Lubiana, capitale della Slovenia.

## Storia
La società è stata fondata nel 1962. Nel 1963-1964, la squadra è stata ammessa alla massima serie slovena e nel 1974 vinse la Coppa della Slovenia battendo l'Olimpija e l'anno dopo anche il campionato sloveno, venendo ammessa al torneo federale jugoslavo. Nel 1980-1981 si è fusa con l'Olimpija ed è stata due volte vice campionessa di Jugoslavia; ha anche vinto la Coppa jugoslava. Dopo l'indipendenza della Slovenia, ha vinto 10 titoli nazionali e 11 coppe. In seguito ha attraversato un periodo di difficoltà economiche, coincide però con la crescita del settore giovanile, che ha ottenuto importanti risultati.
La società ha partecipato a nove edizioni di Coppa Ronchetti, arrivando tre volte in semifinale; inoltre ha partecipato a otto edizioni della EuroLeague Women e una di EuroCup Women. Nella Ronchetti 1987-1988, è stata eliminata nella fase a gironi dopo aver affrontato Ibla Enichem Priolo e le future campionesse della Dynamo Kiev.

## Palmarès
- Coppa di Jugoslavia femminile (1943-1992): 1

1989
- Campionato sloveno femminile: 10

1992, 1993, 1994, 1995, 1996, 1997, 1998, 1999, 2001, 2002
- Coppa di Slovenia femminile: 11

1992, 1993, 1994, 1995, 1996, 1997, 1998, 1999, 2000, 2001, 2002